# I gioielli rubati
I gioielli rubati (The Stolen Jools nell'originale inglese e The Slippery Pearls nel Regno Unito) è un cortometraggio del 1931 diretto da William C. McGann. I registi John G. Adolfi, Thomas Atkins, Harold S. Bucquet, Victor Heerman e Russell Mack, che parteciparono alla regia, non risultano accreditati.
Fu realizzato a scopo benefico, e venne interpretato, tra gli altri, anche da Stanlio e Ollio.
Nel film sono presenti attori che all'epoca erano sotto contratto con varie case di produzione tra cui Warner Bros., RKO, MGM, Paramount Pictures e Hal Roach Studios.

## Trama
Al ballo annuale delle stelle del cinema a Norma Shearer vengono rubati dei gioielli: spetta alla polizia riuscire a trovarli.

## Produzione
Il cortometraggio fu prodotto dalla Masquers Club of Hollywood e dalla National Variety Artists, in collaborazione con Blackhawk Films e la Chesterfield Cigarettes per sostenere la "National Variety Artists Tuberculosis Sanitarium".

## Distribuzione
Distribuito dalla Paramount Pictures, il film uscì nelle sale cinematografiche statunitensi il 4 aprile 1931.
In Italia il film fu distribuito dalla RAI in una versione ridotta a 5 minuti, inserendo solo lo sketch con Laurel & Hardy, doppiati da Enzo Garinei e Giorgio Ariani, con commento musicale di Piero Montanari.

### Curiosità
Stanlio e Ollio ricoprono il ruolo di due detective che stanno guidando l'auto verso la centrale di polizia. Arrivati, Stanlio per far arrestare l'auto, aziona una leva,  mandando il veicolo in frantumi. Il loro superiore intima loro di restare lì fuori ad aspettarlo.